# Hesseneck
Hesseneck är en ortsteil i staden Oberzent i Odenwaldkreis i Regierungsbezirk Darmstadt i förbundslandet Hessen i Tyskland. Hesseneck var en kommun fram till 1 januari 2018 när den uppgick i Oberzent. Kommunen Hesseneck hade 640 invånare 2017.